# Maria Teresa Agnesi Pinottini
Maria Teresa Agnesi Pinottini (17. října 1720 Milán – 19. ledna 1795 tamtéž) byla italská skladatelka, cembalistka a zpěvačka.

## Život
Otec Marie Teresy byl příslušník nižší italské šlechty a působil jako profesor matematiky v Bologni. Byl velice ctižádostivý a své děti vzdělával od raného dětství. Její sestra Maria Gaetana Agnesiová vynikla jako jazykový génius, matematička, filosofka a teoložka. Jejich kariéra byla umožněna tím, že v Lombardii pod rakouskou správou byla práva žen na svou dobu relativně na výši. Její úspěch jako skladatelky a výkonné umělkyně byl také mnohem větší ve Vídni a v Drážďanech než v rodném Miláně. 13. června 1752 se provdala za Piera Antonia Pinottiniho. I když zkomponovala několik oper a řadu árií a písní, se jako skladatelka věnovala převážně svému nástroji – cembalu. Z jejího díla se však mnoho nedochovalo. Zemřela v Miláně 19. ledna 1795 ve věku 74 let.

## Dílo

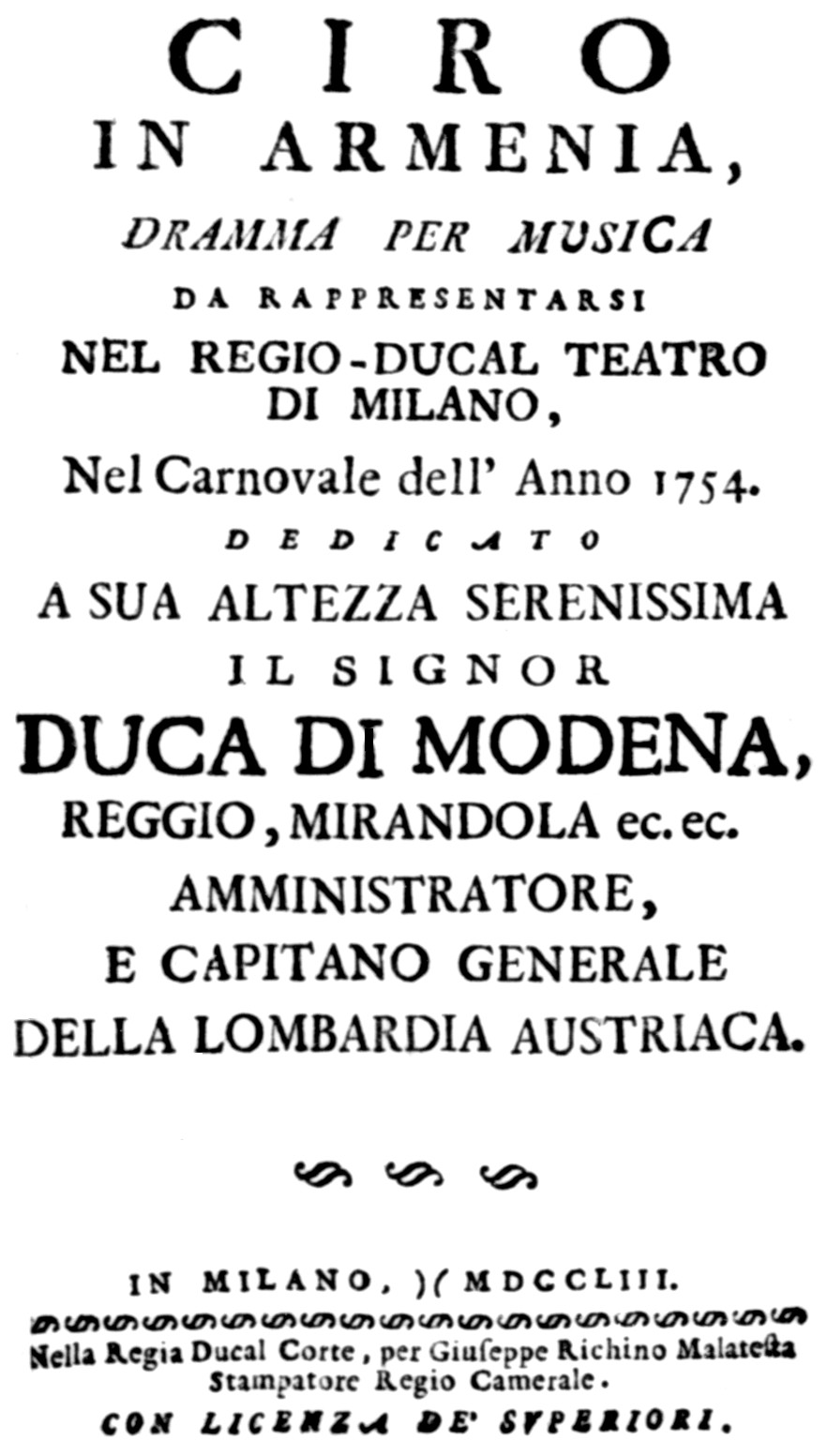
Titulní strana libreta opery Ciro in Armenia

### Opery
- Il Restauro di Arcadia (pastorale, libreto G. Riviera, Milán, Teatro Regio Ducale, 1747)
- La Sofonisba (dramma eroico, libreto G. F. Zanetti, 1747 nebo 1748, Vídeň)
- Ciro in Armenia (dramma serio, libreto autorka, Milán, Teatro Regio Ducal, 1753)
- Il re pastore (dramma serio, libreto Pietro Metastasio, 1755)
- La insubria consolata (componimento drammatico, Milán, 1766)
- Nitocri (dramma serio, libreto Apostolo Zeno, soukromé představení, Milán)
- Ulisse in Campania (serenata)

### Jiné skladby
- 12 árií
- cembalové koncerty (F, F, F, D)
- Sonata G-dur
- Sonata F-dur
- Allegro ou Presto

další drobné skladby, písně a árie